# クリスティアン・グティエレス
クリスティアン・グティエレス（Cristián Gutiérrez、1997年2月18日 - ）は、カナダ出身のサッカー選手。トロントFC所属。ポジションはDF。

## クラブ経歴
CSDコロコロのアカデミー出身。2015年3月1日、ホームで開催されたコパ・チレのデポルテス・コンセプシオン戦でプロデビュー。
2017年2月9日、ウニオン・エスパニョーラにレンタル移籍。
2017年8月3日、今度はCDウアチパトにレンタル移籍。
2019年3月6日にコロコロに復帰した。
2020年1月16日、メジャーリーグサッカーのバンクーバー・ホワイトキャップスに移籍。契約は2021年までの2年間で、2022年または2023年まで延長するオプションがついている。
2023年3月、トロントFCに移籍。

## 代表
2017年1月、エクアドルで開催される南米ユース選手権でプレーするためにエクトル・ロブレス監督によってU-20代表に招集された。同大会で代表チームの4試合すべてにフル出場したが、チームは1勝も挙げられず最下位でグループステージを敗退した。

## 人物
ケベックのロンゲールで生まれ、3歳の時にチリの首都サンティアゴに引っ越した。双子の兄弟のダビドもサッカー選手。